# 楠蓬圣菲尔曼
楠蓬圣菲尔曼（法語：Nempont-Saint-Firmin，法語發音：[nɑ̃pɔ̃ sɛ̃ fiʁmɛ̃]）是法国上法蘭西大區加来海峡省的一个市镇，属于蒙特勒伊区。

## 地理
楠蓬圣菲尔曼（50°21'18"N, 1°43'57"E）面积4.48 平方千米，位于法国上法蘭西大區加来海峡省，该省份为法国北部沿海省份，西北濒北海，南至索姆省，东临北部省。
与楠蓬圣菲尔曼接壤的市镇（或旧市镇、城区）包括：莱皮讷、鲁桑、蒂尼努瓦耶勒、楠蓬。
楠蓬圣菲尔曼的时区为UTC+01:00、UTC+02:00（夏令时）。

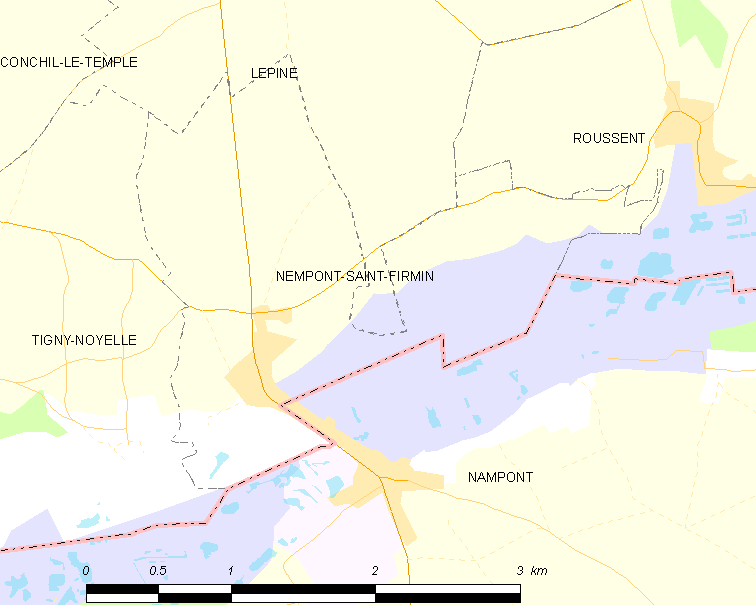
楠蓬圣菲尔曼的OSM定位图

## 行政
楠蓬圣菲尔曼的邮政编码为62180，INSEE市镇编码为62602。

## 政治
楠蓬圣菲尔曼所属的省级选区为贝尔克县。

## 人口

1962-2008年间楠蓬圣菲尔曼人口变化图示

楠蓬圣菲尔曼于2022年1月1日时的人口数量为200人。